# Jongo

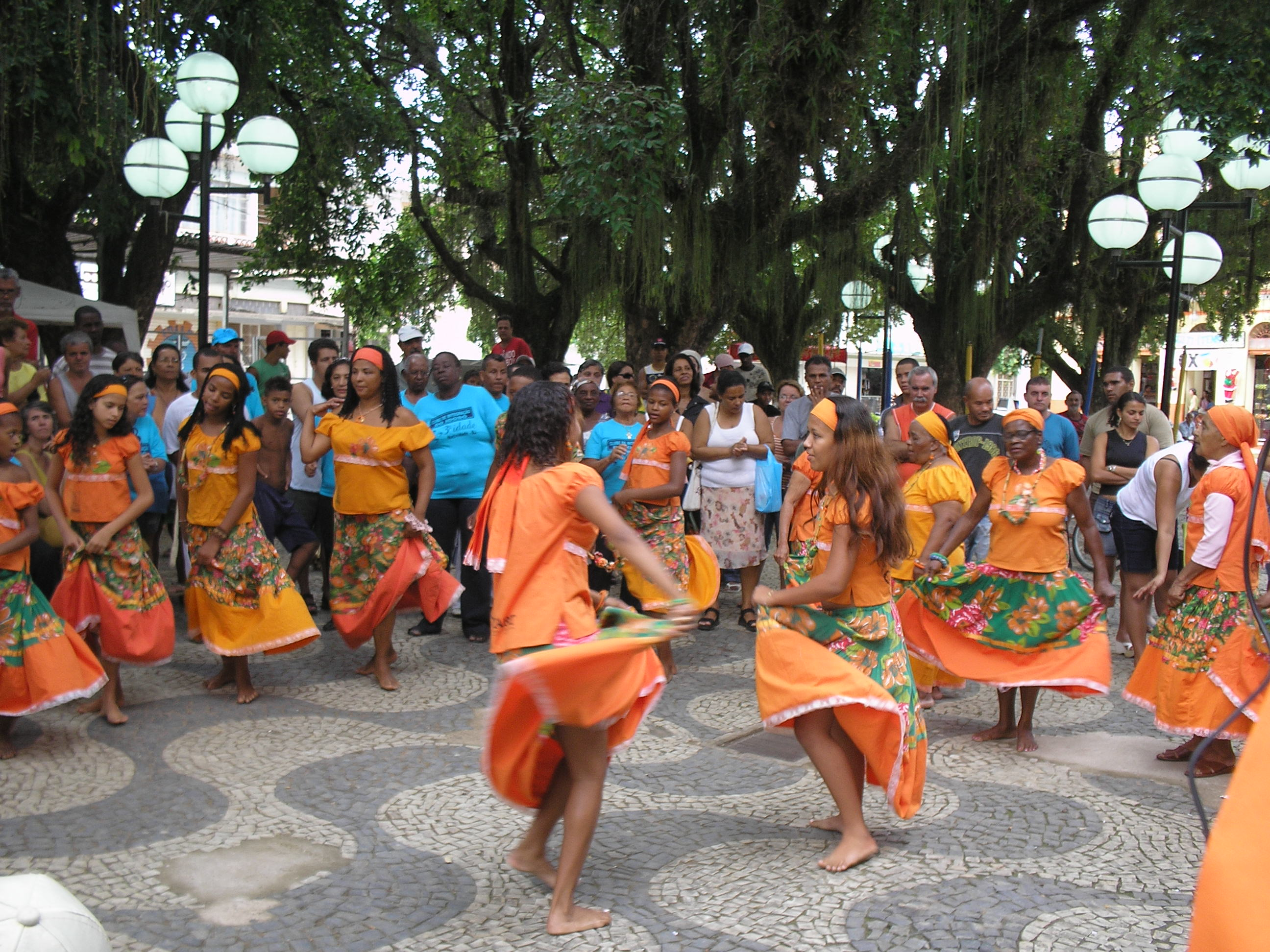
Présentation du Groupe Michel Tannus Caxambu à Porciúncula.

Le jongo ou samba-jongo, également connu sous le nom de caxambu et corimá (ou encore tambu, batuque ou tambor), est une danse brésilienne d'origine africaine qui se pratique au son des tambours, principalement le caxambu. De tradition essentiellement rurale, il fait partie de la culture afro-brésilienne. Il a eu une influence puissante sur la formation de la samba urbaine de Rio en particulier, et sur la culture populaire brésilienne dans son ensemble.
Le jongo est une manifestation culturelle afro-brésilienne qui acquiert les caractéristiques de la communauté qui l'héberge. En ce sens, l'institut national brésilien du patrimoine artistique et historique (IPHAN) a distingué et caractérisé 8 communautés jongueiras dans l'État de Rio de Janeiro : Jongo da Serrinha, Valença, Barra do Piraí,  Miracema, Pinheiral, Santo Antônio de Pádua, Bracuí et Mambucaba. Dans l'État de São Paulo, les communautés Guaratinguetá, Cunha, Piquete, São Luís do Paraitinga, Lagoinha et Jongo Dito Ribeiro ont été identifiées. À Espírito Santo, seules ont été identifiées São Mateus et Conceição da Barra.
Le mot « jongo » vient du terme kimbundu jihungu.

### Discographie
- 100% Gonça, de Caixa Preta (Rio de Janeiro, Independente, 1999).
- Batuques do Sudeste, coll. Itaú Cultural/Documentos Sonoros Brasileiros – Acervo Cachuera!, vol. 2 (São Paulo,   Associação Cultural Cachuera!/Itaú Cultural, 2000).
- Clementina de Jesus, de Clementina de Jesus (Odeon, 1966. LP 33 1/3 rpm).
- Daude #2, de Daude (Rio de Janeiro, Natasha, 1997).
- Jongo do Quilombo da Fazenda São José (Rio de Janeiro, Associação Brasil Mestiço, 2004).
- Jongo da Serrinha, de Grupo Cultural Jongo da Serrinha (Rio de Janeiro, 2002).
- Jongos do Brasil, d'Associação Brasil Mestiço (Rio de Janeiro, 2006).
- Quilombo, de Grupo Basam (Tapecar, s/d. LP 33 1/3 rpm).
- Bandoleia, de Grupo Jongo de Piquete (2009).
- Vida ao Jongo, de Grupo Cultural Jongo da Serrinha (Rio de Janeiro, 2013).

### Filmographie
- Caxambu de Sá Maria, de Guilherme Fernandes (Rio de Janeiro, indépendant, 65 min).
- Feiticeiros da palavra: o jongo do Tamandaré, de Rubens Xavier (São Paulo, Núcleo de Documentários da TV Cultura ; Associação Cultural Cachuera!, 2001, 56 min).
- Saravá jongueiro, de Bianca Brandão, Cecília de Mendonça et Luisa Helena Pitanga (Rio de Janeiro, indépendant, 2003, 24 min).
- Salve jongo!, de Pedro Simonard (Rio de Janeiro, indépendant, 2005, 25 min).